# Лещенки (Дергачёвский район)
Лещенки (укр. Лещенки) — село,
Безруковский сельский совет,
Дергачёвский район,
Харьковская область.
Код КОАТУУ — 6322080502. Население по переписи 2001 года составляет 223 (99/124 м/ж) человека.

## Географическое положение
Село Лещенки находится в балке Мендалька, в 2-х км от реки Лопань (правый берег), на расстоянии в 1 км расположено село Безруки, через село проходит железная дорога, в 1-м км — станция Безруки, по селу протекает пересыхающий ручей.

## История
- 1916 — дата основания.